# آرامگاه شرف القیس
بقعه شرف القیس (غیبی)، مربوط به دوره قاجار است و در شهرستان شهرکرد و روستای اَرجنک واقع شده است. این اثر در تاریخ ۲۵ آبان ۱۳۸۷ با شمارهٔ ثبت ۲۳۸۱۹ به‌عنوان یکی از آثار ملی ایران به ثبت رسیده است.